# Basking in reflected glory
Basking in reflected glory (BIRG) is een begrip uit de sociale psychologie. Het staat voor het verschijnsel waarbij iemand zichzelf associeert met een succesvol ander persoon of andere groep en het gevoel krijgt daardoor zelf ook succesvol te zijn. Een bekend voorbeeld is een sportwedstrijd, waarbij onder fans en supporters de vreugde groot is indien hun favoriete atleet of team wint: het overbekende wij hebben gewonnen.
Het tegenovergestelde bestaat ook: Cutting Off Reflected Failure (CORF); zij hebben verloren.